# عرعرة (الطيال)

تعديل مصدري - تعديل

عرعرة هي إحدى قرى عزلة بني جبر بمديرية الطيال التابعة لمحافظة صنعاء، بلغ تعداد سكانها 120 نسمة حسب تعداد اليمن لعام 2004.